# Google Arts & Culture
Google Arts & Culture (tên trước đây là Google Art Project) là một nền tảng hoạt động như một bảo tàng trực tuyến nơi cộng đồng có thể truy cập và xem những hình ảnh có độ phân giải cao của những tác phẩm nghệ thuật trong các bảo tàng và đối tác. Dự án được vận hành vào ngày 1 tháng 2 năm 2011 thông qua Viện Văn hóa Google, hợp tác cùng 17 bảo tàng quốc tế, bao gồm Tate Gallery, Luân Đôn; Viện bảo tàng Mỹ thuật Metropolitan, thành phố New York; và bảo tàng Uffizi, Firenze.